# Bomberman (TurboGrafx-16)
Bomberman (japonés: ボンバーマン?) es un juego de Bomberman para la TurboGrafx-16, siendo este el primer juego de Bomberman lanzado para esta consola. Es una versión bastante reimaginada del Bomberman original.
En Europa, el juego fue lanzado para la PC, Commodore Amiga y Atari ST, retitulado como Dyna Blaster.

## Historia
Jugando con el Bomberman Blanco, se debe derrotar al Bomberman Negro, que secuestró a la hija del inventor de ambos, y la encerró en su gran castillo. Para hacerlo, se tiene que viajar al último nivel del castillo, que está lleno de monstruos malvados y villanos que trabajan para él.

## Modo de juego

### Un jugador
El juego de un jugador está dividido en ocho mundos, cada uno dividido en ocho fases. Cada fase presenta al jugador con un laberinto de bloques lleno de enemigos. Usando las bombas, el jugador debe destruir los bloques que bloquean su paso y derrotar a todos los enemigos. Cuando todos los enemigos fueron derrotados, el jugador puede proceder a la siguiente fase. Cada fase también incluye un poder oculto en un bloque, que puede aumentar la cantidad de bombas que se lanzan, aumentar la distancia de las bombas, y otros poderes. La octava fase en cada mundo es una lucha con un jefe.

### Multijugador
El juego también incluye un modo multijugador que permite que hasta 5 jugadores compitan entre sí (requiere el uso de un Multitap de TurboGrafx-16). Este modo es exactamente igual al modo un jugador, con la excepción de los poderes limitados a ser Bombas Extras o Fuego. Existe otro modo alternativo para este modo, llamado "Modo Calavera", en que calaveras aparecen a veces debajo de los bloques, que son perjudiciales si se los agarran.

## Turbo Express
Jugando el juego en "Modo Link", dos jugadores pueden jugar en la Turbo Express (una consola portátil).